# ドイチェ・フースバルマイスターシャフト1906-1907
ドイチェ・フースバルマイスターシャフト 1906-1907 はドイツサッカー協会によって開催された第5回目のクラブチーム全国大会である。フライブルガーFCが優勝し、1回目のドイチャー・フースバルマイスターの座に就いた。

## 概要
南部ドイツサッカー協会に初のドイツ王座をもたらしたフライブルガーＦCは、ホームタウンのフライブルク・イム・ブライスガウが大学都市であるため、国内外各地から集まってきた学生の集団であり、外国人や即戦力にも恵まれた。「アカデミカーエルフ」 (学生イレブン) と綽名されている。今年度の大会決算は史上初の黒字を計上した。

## 出場クラブ[2]
今大会に出場したのは6クラブ。昨季優勝のVfBライプツィヒは中部を制したうえで出場しており、前回王者枠はなかったので、中部準優勝クラブの繰り上げ出場もなかった。またマルク・ブランデンブルク代表が昨年度ひどい成績だったので、今大会はベルリン＝ブランデンブルクから1クラブしか出場を認められなかった。その一枚の切符は、ベルリン球技クラブ協会とマルク・ブランデンブルク協会のリーグ王者によるプレーオフで争われ、ベルリン王者ベルリナー・ヴィクトリアがブランデンブルク王者アレマニア90ベルリンを5－0で下し、出場権を獲得した。
| クラブ                       | 出場資格                                                             |
| SCシュレージエン・ブレスラウ | ズュートオストドイチェ・フースバルマイスターシャフト1906-1907優勝    |
| ベルリナーTuFCヴィクトリア89 | VBBベルリナー・フースバルマイスターシャフト1906-1907優勝             |
| VfBライプツィヒ (1893年)     | ミッテルドイチェ・フースバルマイスターシャフト1906-1907優勝/前回王者 |
| FCヴィクトリア・ハンブルク   | ノルトドイチェ・フースバルマイスターシャフト1906-1907優勝            |
| デュッセルドルファーFC99     | ヴェストドイチェ・フースバルマイスターシャフト1906-1907優勝          |
| フライブルガーFC             | ズュートドイチェ・フースバルマイスターシャフト1906-1907優勝          |

## 準々決勝
- 開催日： 1907年4月21日[5]
- 会場：DSVプラッツ・アム・グリューネンヴァルト (デュイスブルク)、シェベラ・シュポルトプラッツ (ベルリン)

| チーム #1                    | スコア | チーム #2                    |
| ---------------------------- | ------ | ---------------------------- |
| ベルリナーTuFCヴィクトリア89 | 2–1    | SCシュレージエン・ブレスラオ |
| SCヴィクトリア・ハンブルク   | 8–1    | デュッセルドルファーFC99     |

前回王者VfBライプツィヒと初出場のフライブルガーFCは、所属協会のレベルが他より高いと判断されたため、準決勝にシードされた。
初出場のデュッセルドルファーFC99は、中立地にてヴィクトリア・ハンブルクに1－8で大敗した。後半途中までは接戦だったのだが、1－3で迎えた55分にデュッセルドルファーのGKハリー・ラピーアが非スポーツマン的行為で一発退場を宣告されると、試合が壊れた。当時は選手交代制度がなかったので、現代のように控えキーパーを投入することもできず、フィールドプレーヤーのだれか一人が強制的にGKを努めなければならなかった。前半14分にハンブルクのヘルマン・ガルンが均衡を破り、19分にデュッセルドルファーFCのゴットフリート・フクスが決めて同点、そしてガルンのこの日2ゴール目でハンブルクが再度勝ち越し、前半を終えた。後半開始直後にヘルマン・ゲルハルトが決めて1－3となり、相手GK退場により数的優位を得たハンブルクが5点を追加したが、その5点の得点者は不明である。
ベルリナー・ヴィクトリアは、BFCヘルタ1892 (ヘルタ・ベルリン)のホームスタジアムに、シュレージエン・ブレスラウを迎えた。今回の南東ドイツ王者はベルリン王者相手によく粘り、1－2で惜敗している。ヴィクトリアは前半33分にオットー・ドゥムケが先制弾、後半に入りヘルムート・レプナックが追加点を挙げた。対してブレスラウは78分にE・B・ヴェゲナースが追撃の一点を決めるが、残り12分をしのいだヴィクトリアが初戦を突破した。

## 準決勝
| SCヴィクトリア・ハンブルク | 1 – 4 | ベルリナーTuFCヴィクトリア89                        |
| -------------------------- | ----- | --------------------------------------------------- |
| Klinkrad 40分              |       | ドゥムケ 10分 · レプナック 19分, 65分 · Reinke 90分 |

| フライブルガーFC | 3 – 2 | VfBライプツィヒ (1893年)         |
| ---------------- | ----- | -------------------------------- |
| Burkart · Mayer  |       | Steinbeck · レオポルト・リヒター |

勝利の女神の名を冠するふたつのクラブ、ヴィクトリア・ハンブルクとベルリナー・ヴィクトリアの準決勝は、ベルリナー・ヴィクトリアが1－4で大勝した。会場はハンブルガーSVの前身のひとつ・ハンブルガーFCのホームグラウンドで、主審はDFB現職会長ゴットフリート・ヒンツェが務めたが、後半には試合があわや中止となりかける場面があった。
ベルリナー・ヴィクトリアは前半10分ドゥムケの得点で先制し、九分後にレプナックが追加点、準決勝と同じように2－0のリードを奪う。前半終了直前にヴィクトリア・ハンブルクのゲアハルト・クリンクラートが決め一点差に詰め寄るが、レプナックのこの日二点目とエミル・ラインケのゴールで点差は1－4に広がり、首都のヴィクトリアが順当な勝利を収めた。
三日後、ニュルンベルクで開催された準決勝第二試合で番狂わせが起こった。初出場のフライブルガーFCが、過去3回決勝進出・二回優勝の現ドイツ王者、VfBライプツィヒを3－2で破ったのである。フライブルガーは、前半のうちにフィリップ・ブルカルトの2ゴールで2－0と先行、後半に入りゲオルク・シュタインベックが決勝弾を決め、相手の反撃をマック・マイアーとレオポルト・リヒター (元ドレスデナーSCの選手で当時学生)のゴールに抑え、決勝進出を決めた。
フライブルガーFC躍進の背景には、勉強のために国内外からフライブルクにやってきていた学生選手たちの貢献があった。ドイツ系ハンガリー人のGKパウル・フォン・ゴールトベルガー、スイス代表FWアンリ・シドレ、ヘルタ・ベルリンから移籍したマックス・ハーゼなど。だが決勝大会直前までヴィクトリア・ハンブルクでプレーしていたフリッツ・ボーデンヴェーバーは、厳密には出場が認められるべきではなかった。

## 決勝
| フライブルガーFC                               | 3 – 1    | ベルリナーTuFCヴィクトリア89 |
| ---------------------------------------------- | -------- | ---------------------------- |
| グラーザー 30分 (pen.) · ブアカート 57分, 80分 | レポート | レプナック 43分 (pen.)       |

| フライブルガーFC |  |                                                 |  |
|                  |  |                                                 |  |
|                  |  | パウル・フォン・ゴールトベアガー                |  |
|                  |  | アオゴスト・ファルシュルンガー                  |  |
|                  |  | ライス・セリエルス・デ・フィリエルス            |  |
|                  |  | マックス・マイアー (1903年生まれのサッカー選手) |  |
|                  |  | フェリックス・ハン                              |  |
|                  |  | ヨーゼフ・グラーザー                            |  |
|                  |  | フリッツ・ボーデンヴェーバー                    |  |
|                  |  | アンリ・シドレ                                  |  |
|                  |  | オットー・ホーフヘア                            |  |
|                  |  | マックス・ハーゼ                                |  |
|                  |  | フィリップ・ブアカート                          |  |
| 監督             |  |                                                 |  |
|                  |  |                                                 |  |

| ベルリナーTuFCヴィクトリア89 |  |                                                   |  |
|                              |  |                                                   |  |
|                              |  | パウル・スクラノヴィッツ                          |  |
|                              |  | ヘルムート・レープナック                          |  |
|                              |  | ヴィリ・ハーン                                    |  |
|                              |  | パウル・フィッシャー (1882年生まれのサッカー選手) |  |
|                              |  | ヴィリ・クネーゼベック                            |  |
|                              |  | パウル・フンダー                                  |  |
|                              |  | アードルフ・デニ                                  |  |
|                              |  | エミル・ラインケ (サッカー選手)                   |  |
|                              |  | パウル・クラレ                                    |  |
|                              |  | オットー・ドゥムケ                                |  |
|                              |  | ラインホルト・ボック                              |  |
| 監督                         |  |                                                   |  |
|                              |  |                                                   |  |

|  |  |

「学生チーム」フライブルガーFCは決勝戦でまた格上を破り、マイスターの系譜に名を刻もうとしていたが、しかし試合終了後数人の学生選手は退団の予定である。一方敗者となるベルリナー・ヴィクトリアは、準決勝で自分たちに敗れたヴィクトリア・ハンブルクの選手、オットー・アイクホフが主審を務めることを拒んでいた。
フライブルガーは戦術的にゲームを支配して、前半30分ごろヨーゼフ・グラザーのPKで先制する。前半終了二分前、主審のボーネはフライブルガーGKゴールトベルガーが、過剰に長くボールを抱え込んだとして、疑問の残る判定ではあるが、ヴィクトリアにPKを与えた。これをヘルムート・レプナックが決め自身今大会四点目、1－1の同点で前半が終わった。
後半、「ザ・シュート歓喜得点王」 (der schussfreudige Torschützenkönig) ことフィリップ・ブルカルトが終了10分前に勝ち越しゴール、そして終了間際にも自身二点目を決めて駄目押し。3－1で勝ったフライブルガーがクラブ史上最大の栄冠を、そして南部協会最初のドイツ王座を手にした。

## フライブルガーFCのマイスターマンシャフト
| フライブルガーFC | |
|                  | - GK: パウル・フォン・ゴールトベアガー (2試合/-得点) - DF: アオゴスト・ファルシュルンガー (2/-), ライス・セリエルス・デ・フィリエルス (2/-) - MF: フリッツ・ボーデンヴェーバー (2/-), フェリックス・ハン (c) (2/-), マックス・マイアー (1903年以前生まれのサッカー選手) (2/1) - FW: フィリップ・ブアカート (2/4), ヨーゼフ・グラーザー (2/1), マックス・ハーゼ (2/-), オットー・ホーフヘア (2/-), アンリ・シドレ (2/-) - 監督: – |

## 得点ランキング[7]
デュッセルドルフ-ハンブルク戦の5ゴールの得点者は不明である。
| 選手 | 選手                                            | クラブ                       | 出場数 | 得点数 |
| ---- | ----------------------------------------------- | ---------------------------- | ------ | ------ |
| 1.   | フィリップ・ブアカート                          | フライブルガーFC             | 2      | 4      |
| 2.   | ヘルムート・レプナック                          | ベルリナーTuFCヴィクトリア89 | 3      | 4      |
| 3.   | ヘアマン・ガーム                                | FCヴィクトリア・ハンブルク   | 2      | 2      |
| 4.   | オットー・ドゥムケ                              | ベルリナーTuFCヴィクトリア89 | 3      | 2      |
| 5.   | ゴットフリート・フクス                          | デュッセルドルファーFC99     | 1      | 1      |
| 5.   | レーオポルト・リヒター (サッカー選手)           | VfBライプツィヒ              | 1      | 1      |
| 5.   | ゲオーク・シュタインベック                      | VfBライプツィヒ              | 1      | 1      |
| 5.   | E・B・ヴェーゲナー                              | SCシュレージエン・ブレスラオ | 1      | 1      |
| 9.   | ヘアマン・ゲアハート                            | FCヴィクトリア・ハンブルク   | 2      | 1      |
| 9.   | ヨーゼフ・グラーザー                            | フライブルガーFC             | 2      | 1      |
| 9.   | ゲアハート・クリンクラート                      | FCヴィクトリア・ハンブルク   | 2      | 1      |
| 9.   | マックス・マイアー (1903年生まれのサッカー選手) | フライブルガーFC             | 2      | 1      |
| 9.   | エミル・ラインケ (サッカー選手)                 | ベルリナーTuFCヴィクトリア89 | 2      | 1      |